# Konstanty Bulli
Konstanty Bulli (ur. 1906, zm. 1994) – polski duchowny, działacz i publicysta adwentystyczny, pracownik dydaktyczny Chrześcijańskiej Akademii Teologicznej w Warszawie. 

## Życiorys
Pochodził z rodziny katolickiej. W 1933 uzyskał tytuł magistra prawa na Wydziale Prawno-ekonomicznym Uniwersytetu Poznańskiego. Do II wojny światowej pracował jako urzędnik administracji publicznej. W 1937 został powołany na urząd wicestarosty kozienickiego, a w 1938 przejściowo pełnił obowiązki starosty do czasu powołania na ten urząd dr. Jana Dorosza. W 1944 przyjął chrzest w radomskim zborze adwentystycznym. Od 19 stycznia 1945 do sierpnia 1946 piastował stanowisko starosty kozienickiego. 
Po wojnie był działaczem i duchownym Unii Zborów Adwentystów Dnia Siódmego w PRL. Przez wiele lat był również pracownikiem dydaktycznym Chrześcijańskiej Akademii Teologicznej w Warszawie oraz wykładowcą Seminarium Duchownego Unii Zborów Adwentystów Dnia Siódmego w Podkowie Leśnej (obecnie Wyższa Szkoła Teologiczno-Humanistyczna im. Michała Beliny-Czechowskiego w Podkowie Leśnej), którego był także rektorem w latach 1960–1966.

## Wybrana bibliografia autorska
- Drogowskaz życia (Wydawnictwo "Znaki Czasu", 1985)
- W poszukiwaniu zagubionej drogi (Wydawnictwo "Znaki Czasu", 1981)